# Carlos Luís Büchele
Carlos Luís Büchele (Tijucas, 1848 – Tijucas, 23 de março de 1913) foi um político brasileiro.
De ascendência alemã, era filho de Alois Büchele e de Catarina Vichele Büchele. Casou com Maurícia Alves Brito Büchele.
Foi deputado à Congresso Representativo de Santa Catarina na 6ª legislatura (1907 — 1909), na 7ª legislatura (1910 — 1912) e na 8ª legislatura (1913 — 1915).